# ヤンコ・スワナポール
ヤンコ・スワナポール(Janko Swanepoel、1999年9月8日 - ）は、ジャパンラグビーリーグワン三重ホンダヒートに所属するラグビー選手。

## プロフィール
- 南アフリカ・ケープタウン出身[1]。
- ポジションはロック(LO)。
- 身長 200 cm、体重 114 kg

## 略歴
シュテルンベルク高校卒業後、ブルー・ブルズ、ブルズを経て、2024年、三重ホンダヒートに加入。同年12月21日に行われたJAPAN RUGBY LEAGUE ONE第1節カンファレンスBブラックラムズ東京戦にて途中出場でリーグワン公式戦初出場を果たした。